# Philematium ghesquierei
Philematium ghesquierei là một loài bọ cánh cứng trong họ Cerambycidae.